# Natação no Campeonato Europeu de Esportes Aquáticos de 2022 - 50 m costas feminino
A prova dos 50 metros nado costas feminino da natação no Campeonato Europeu de Esportes Aquáticos de 2022 ocorreu nos dias 13 e 14 de agosto no Foro Italico, em Roma na Itália. 

## Calendário
| Fase          | Data         | Hora  |
| ------------- | ------------ | ----- |
| Eliminatórias | 13 de agosto | 09:32 |
| Semifinal     | 13 de agosto | 18:57 |
| Final         | 14 de agosto | 18:06 |

Todos os horários estão no horário local (UTC+1)

## Recordes
Antes desta competição, os recordes eram os seguintes:
|                       | Nadadora        | Tempo | Local     | Data                 |
| --------------------- | --------------- | ----- | --------- | -------------------- |
| Recorde mundial       | Liu Xiang       | 26.98 | Jacarta   | 21 de agosto de 2018 |
| Recorde europeu       | Kira Toussaint  | 27.10 | Eindhoven | 10 de abril de 2021  |
| Recorde do campeonato | Kathleen Dawson | 27.19 | Budapeste | 18 de maio de 2021   |

## Medalhistas
| Ouro                | Prata               | Bronze                |
| Analia Pigrée (FRA) | Silvia Scalia (ITA) | Maaike de Waard (NED) |

## Resultados

### Eliminatórias
Esses foram os resultados das eliminatórias.
| Pos. | Bateria | Raia | Nadadora              | Nacionalidade | Tempo | Notas |
| ---- | ------- | ---- | --------------------- | ------------- | ----- | ----- |
| 1    | 3       | 4    | Analia Pigrée         | França        | 27.53 | Q     |
| 2    | 3       | 5    | Silvia Scalia         | Itália        | 27.71 | Q     |
| 3    | 2       | 5    | Maaike de Waard       | Países Baixos | 27.87 | Q     |
| 4    | 2       | 4    | Medi Harris           | Reino Unido   | 27.92 | Q     |
| 5    | 4       | 5    | Mary-Ambre Moluh      | França        | 27.96 | Q     |
| 6    | 4       | 4    | Kira Toussaint        | Países Baixos | 28.10 | Q     |
| 7    | 4       | 8    | Simona Kubová         | Chéquia       | 28.17 | Q     |
| 8    | 4       | 1    | Béryl Gastaldello     | França        | 28.18 |       |
| 8    | 3       | 6    | Anastasya Gorbenko    | Israel        | 28.18 | Q     |
| 10   | 2       | 8    | Johanna Roas          | Alemanha      | 28.29 | Q     |
| 11   | 2       | 7    | Pauline Mahieu        | França        | 28.39 |       |
| 12   | 2       | 6    | Costanza Cocconcelli  | Itália        | 28.42 | Q     |
| 13   | 4       | 3    | Caroline Pilhatsch    | Áustria       | 28.43 | Q     |
| 14   | 3       | 2    | Julie Kepp Jensen     | Dinamarca     | 28.50 | Q     |
| 15   | 4       | 2    | Theodora Drakou       | Grécia        | 28.54 | Q     |
| 15   | 3       | 7    | Danielle Hill         | Irlanda       | 28.54 | Q     |
| 17   | 2       | 3    | Federica Toma         | Itália        | 28.56 |       |
| 18   | 3       | 3    | Lauren Cox            | Reino Unido   | 28.70 | Q     |
| 19   | 3       | 0    | Hanna Rosvall         | Suécia        | 28.73 | Q     |
| 20   | 3       | 1    | Rafaela Azevedo       | Portugal      | 28.78 |       |
| 21   | 2       | 0    | Nina Stanisavljević   | Sérvia        | 28.82 |       |
| 22   | 3       | 8    | Carmen Weiler         | Espanha       | 28.83 |       |
| 23   | 4       | 9    | Camila Rebelo         | Portugal      | 28.89 |       |
| 24   | 2       | 9    | Daryna Zevina         | Ucrânia       | 29.03 |       |
| 25   | 1       | 7    | Jenna Laukkanen       | Finlândia     | 29.13 |       |
| 25   | 2       | 2    | Ingeborg Løyning      | Noruega       | 29.13 |       |
| 27   | 2       | 1    | Nina Kost             | Suíça         | 29.23 |       |
| 28   | 4       | 0    | Roos Vanotterdijk     | Bélgica       | 29.27 |       |
| 29   | 1       | 6    | Tamara Potocká        | Eslováquia    | 29.67 |       |
| 30   | 1       | 2    | Gabriela Georgieva    | Bulgária      | 29.69 |       |
| 31   | 3       | 9    | Nika Sharafutdinova   | Ucrânia       | 29.70 |       |
| 32   | 1       | 5    | Lena Grabowski        | Áustria       | 29.77 |       |
| 33   | 1       | 3    | Eszter Szabó-Feltóthy | Hungria       | 29.96 |       |
| 34   | 1       | 4    | Laura Bernat          | Polónia       | 30.04 |       |
| 35   | 1       | 1    | Laura Lahtinen        | Finlândia     | 31.36 |       |
| 36   | 4       | 6    | Tessa Giele           | Países Baixos | DSQ   | DSQ   |
| 36   | 4       | 7    | Paulina Peda          | Polónia       | DNS   | DNS   |

### Semifinal
Esses foram os resultados das semifinais. 
| Pos. | Bateria | Raia | Nadadora             | Nacionalidade | Tempo | Notas |
| ---- | ------- | ---- | -------------------- | ------------- | ----- | ----- |
| 1    | 1       | 4    | Silvia Scalia        | Itália        | 27.39 | Q,    |
| 2    | 1       | 5    | Medi Harris          | Reino Unido   | 27.68 | Q     |
| 2    | 2       | 4    | Analia Pigrée        | França        | 27.68 | Q     |
| 4    | 1       | 3    | Kira Toussaint       | Países Baixos | 27.84 | q     |
| 5    | 2       | 3    | Mary-Ambre Moluh     | França        | 27.86 | Q     |
| 6    | 2       | 5    | Maaike de Waard      | Países Baixos | 28.00 | q     |
| 7    | 1       | 7    | Julie Kepp Jensen    | Dinamarca     | 28.16 | q     |
| 8    | 1       | 1    | Theodora Drakou      | Grécia        | 28.18 | q     |
| 9    | 2       | 8    | Lauren Cox           | Reino Unido   | 28.19 |       |
| 9    | 1       | 6    | Anastasya Gorbenko   | Israel        | 28.19 |       |
| 11   | 2       | 6    | Simona Kubová        | Chéquia       | 28.21 |       |
| 12   | 1       | 2    | Costanza Cocconcelli | Itália        | 28.22 |       |
| 13   | 1       | 8    | Hanna Rosvall        | Suécia        | 28.49 |       |
| 14   | 2       | 1    | Danielle Hill        | Irlanda       | 28.54 |       |
| 15   | 2       | 2    | Johanna Roas         | Alemanha      | 28.55 |       |
| 16   | 2       | 7    | Caroline Pilhatsch   | Áustria       | 28.56 |       |

### Final
Esse foi o resultado da final. 
| Pos.              | Raia | Nadadora          | Nacionalidade | Tempo | Notas            |
| ----------------- | ---- | ----------------- | ------------- | ----- | ---------------- |
| Medalha de ouro   | 5    | Analia Pigrée     | França        | 27.27 | Recorde nacional |
| Medalha de prata  | 4    | Silvia Scalia     | Itália        | 27.53 |                  |
| Medalha de bronze | 7    | Maaike de Waard   | Países Baixos | 27.54 |                  |
| 4                 | 6    | Kira Toussaint    | Países Baixos | 27.73 |                  |
| 5                 | 3    | Medi Harris       | Reino Unido   | 27.90 |                  |
| 6                 | 2    | Mary-Ambre Moluh  | França        | 27.95 |                  |
| 7                 | 8    | Theodora Drakou   | Grécia        | 28.11 |                  |
| 8                 | 1    | Julie Kepp Jensen | Dinamarca     | 28.54 |                  |

Legenda
| Recorde mundial       | Recorde mundial (World record)               |                       | Recorde africano                      | Recorde africano (African) |                                           | Q | Classificado por posição (Qualified) |
| Recorde do campeonato | Recorde do campeonato (Championship record)  | Recorde da América    | Recorde da América (Americas)         | q                          | Classificado por melhor tempo (Qualified) |   |                                      |
| Melhor marca do ano   | Melhor marca do ano (World leading)          | Recorde asiático      | Recorde asiático (Asian)              | DNS                        | Não largou (Did not start)                |   |                                      |
| Recorde nacional      | Recorde nacional (National record)           | Recorde europeu       | Recorde europeu (European)            | DNF                        | Não terminou (Did not finish)             |   |                                      |
| Recorde pessoal       | Recorde pessoal do atleta (Personal best)    | Recorde da Oceania    | Recorde da Oceania (Oceania)          | DSQ / DQ                   | Desclassificado (Disqualified)            |   |                                      |
| Recorde da temporada  | Recorde da temporada do atleta (Season best) | Recorde sul-americano | Recorde sul-americano (South America) | NM                         | Sem marca (No mark)                       |   |                                      |